# Altstadt von Aleppo
Die Altstadt von Aleppo wird zu den ältesten Altstädten im ganzen Orient gezählt und gehört seit 1986 zum von der UNESCO (UNESCO-Welterbe) anerkannten Welterbe in Syrien. Aufgrund des bis 2024 andauernden Syrischen Bürgerkriegs  steht sie jedoch auf der Roten Liste des gefährdeten Welterbes.

## Bauwerke
Zur Altstadt von Aleppo gehören der alte Basar (Suq), das weltgrößte überdachte Marktviertel, die Umayyadenmoschee, sowie mehrere historische Stadteingänge wie der Bab al-Faradsch und auch alte Wohnviertel mit Palästen wie das Beit Ghazaleh im christlichen Viertel al-Dschudaide. Bis zum Pogrom von 1947 befand sich hier mit der Aleppiner Zentralsynagoge die älteste noch genutzte Synagoge der Welt. Zu den bekannten Bauwerken zählen ferner die osmanische Adliye-Moschee und die Chusrawiyya-Moschee – ein Werk des Architekten Sinan.
Im Stadtviertel Dschudaide, das unmittelbar nördlich der Stadtmauern entstand, befinden sich teilweise bereits im 15. Jahrhundert gebaute Kirchen für verschiedene Konfessionen, darunter die syrisch-katholische Heilige-Assia-Kirche, die armenische Vierzig-Märtyrer-Kathedrale, die griechisch-orthodoxe Kirche der Entschlafung der Gottesmutter und die maronitische Hl.-Elias-Kathedrale. Einige wurden im Bürgerkrieg zerstört, teilweise aber bereits wieder aufgebaut, so die Vierzig-Märtyrer-Kathedrale.

## Entstehung
Die Altstadt von Aleppo zählt mit ihrer 5000-jährigen Geschichte zu den ältesten Handelsstädten des Nahen Ostens. Über 16.000 Einzelgebäude, meist introvertierte Hofhäuser, fügen sich zu den von Sackgassen erschlossenen charakteristischen Quartierstrukturen. 

## Auswirkungen des Bürgerkrieges auf die Altstadt
Im Jahr 2012 fanden die ersten Kämpfe in Aleppo statt. Mit dem Bürgerkrieg in Syrien und den Kämpfen um Aleppo, die intensiv auch in der Altstadt stattfanden, ging die Zerstörung historischer Monumente wie der großen Umayyaden-Moschee, Teilen des Soukbereichs, aber vor allem auch einzelner traditioneller Wohnquartiere einher. Viele historische Zeugnisse sind damit beschädigt oder nahezu vernichtet und damit auch Hoffnungen, die mit der jahrzehntelangen Erhaltung und Erneuerung der Altstadt verbunden waren. Die Stadtkultur, die nicht nur die historischen Monumente umfasst, sondern auch die Sprache, die Musik, das Handwerk und vor allem die Lebensweise der Bewohner, die vom Zusammenleben unterschiedlicher Ethnien und Religionsgruppen bestimmt war, wurde empfindlich gestört. Die sechs Hauptmonumente des Welterbes wurden allesamt stark beschädigt.
Anfang Dezember 2016 wurde die komplette Altstadt durch syrische Regierungstruppen zurückerobert.

## Wiederaufbau
Mit dem begonnenen Wiederaufbau der Altstadt und weiterer Stadtteile befassen sich Initiativen wie „The Aleppo Project“ und „Rebuilding Aleppo“ sowie der deutsche Verein „Freunde der Altstadt von Aleppo“,  in Zusammenarbeit mit globalen Partnern wie der Weltbank und der UNESCO.

## Aktuelle Situation
Beim Erdbeben von 2023 wurden in der Altstadt von Aleppo beträchtliche Schäden an der Zitadelle festgestellt und der Westturm der alten Stadtmauer ist eingestürzt.